# Paulus Weidner

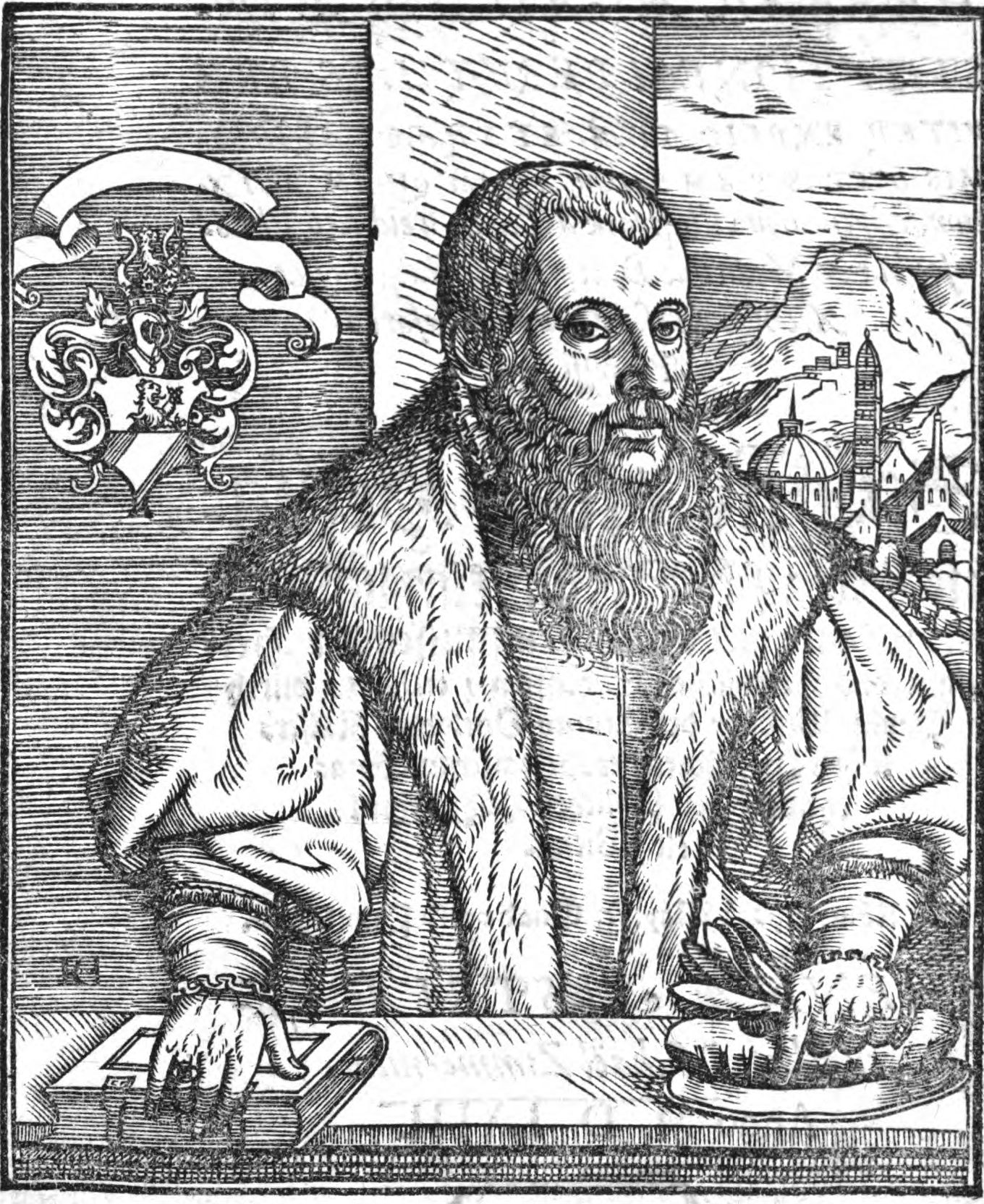
Dr. Paul Weidner im Alter von achtunddreissig Jahren. Holzschnitt 1563

Paulus Weidner von Billerburg, eigentlich Ascher Judah ben Nathan Aschkenasi (* um 1525 in Udine; † 28. August 1585 in Wien), war ein jüdischer Konvertit, Arzt und Rektor der Universität Wien.

## Leben
Paulus Weidner wurde um 1525 als Nachkomme einer ursprünglich deutschen Familie in Udine geboren. Sein älterer Bruder war der spätere Arzt und Diplomat in osmanischen Diensten Salomo Aschkenasi. Nach einem Studium in Padua praktizierte er sechs Jahre als Arzt im Herzogtum Kärnten, einem Gebiet, wo eigentlich der Aufenthalt von Juden verboten war. 1558 zog er nach Wien, wo er sich zusammen mit seiner Frau und seinen vier Kindern vom Bischof Urban Sagstetter im Stephansdom taufen ließ. Er wurde, wie schon der Konvertit Antonius Margaritha, zum Lektor der hebräischen Sprache der Universität Wien ernannt. Daneben war er als kaiserlicher Leibarzt am Hofe tätig.

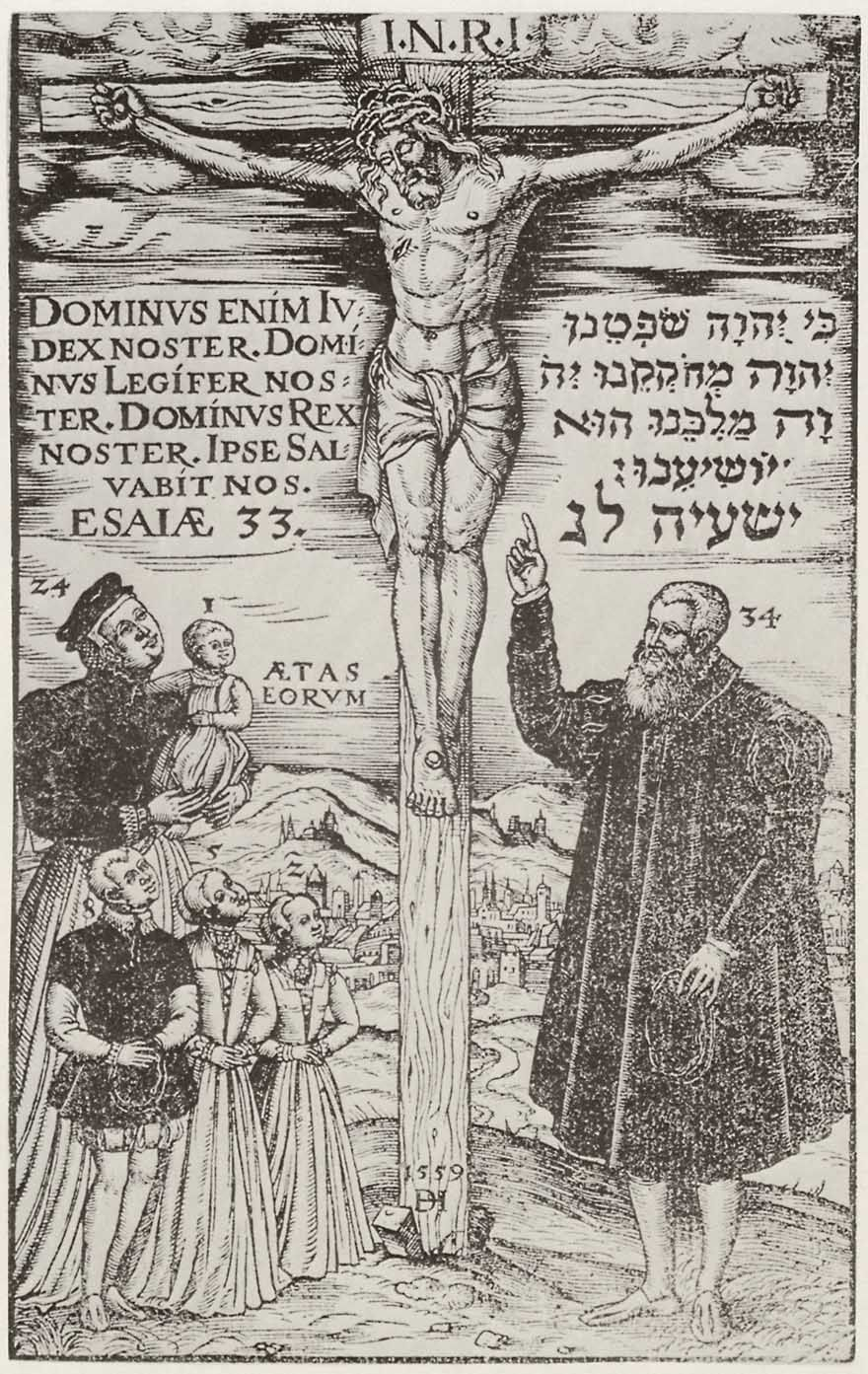
Dr. Paul Weidner und Familie unter dem Kreuz. Holzschnitt 1559

Als Kaiser Ferdinand I. die Juden bis auf wenige Ausnahmen aus Böhmen vertrieben hatte, wurde Weidner 1560 damit betraut, die eingezogenen hebräischen Bücher auf angebliche Gotteslästerungen zu untersuchen. Auch hielt er mehrere Predigten in der Synagoge von Prag, um die dort verbliebenen Juden vor den falschen Messiassen zu warnen und sie zur Konversion aufzufordern. Neben der Prager Predigt, die 1562 gedruckt wurde, veröffentlichte er noch andere Schriften. Ein Jahr nach seiner Konversion erschien Loca praecipua fidei christianae, eine Schrift, in der er ausführlich die Beweggründe für seine Konversion darlegte und gestützt auf die Bibel und auf jüdisches Schrifttum die Wahrheit des christlichen Glaubens zu beweisen suchte. 1563 erschien seine letzte Publikation Sententiae Hebraicae, eine Sammlung hebräischer Sprichwörter.
Als Professor der Universität Wien war er mehrmals Dekan der medizinischen Fakultät und dreimal wurde er zum Rektor ernannt. Neben seiner akademischen Tätigkeit verdiente er sich ein Zubrot als Geldverleiher. Zu seinen Kunden soll auch Kaiser Maximillian II. gehört haben. Nachdem Weidner 1582, drei Jahre vor seinem Tode, geadelt wurde, durfte er und seine Nachkommen von Billerburg im Namen tragen.

## Werke
- Loca praecipua fidei christianae. Wien 1559 (Digitalisat)
- Ein Sermon ... den Juden zu Prag Anno MDLXI den 26. Aprilis in irer Synagoga geprediget, dadurch auch etliche Personen zum Christlichen glauben bekert worden. Wien 1562 (Digitalisat)
- Sententiae hebraicae ad vitae institutionem perutiles. Wien 1563 (Digitalisat)